# Parafia św. Michała Archanioła i św. Antoniego Padewskiego w Kamieniu Koszyrskim
Parafia św. Michała Archanioła i św. Antoniego Padewskiego w Kamieniu Koszyrskim – parafia rzymskokatolicka w Kamieniu Koszyrskim, należy do dekanatu Łuck w diecezji łuckiej.

## Duszpasterze

### Proboszcz
- o. Zygmunt Majcher OFM - od 1994 do 2006
- o. Polikarp Striłkowski OFM - od 2006

### Wikariusz
- o. Benedykt Świderski OFM - od 2006